# Ованнисян, Арт
Артём (Арт) Ованнисян (арм. Արտյոմ (Արտ) Հովհաննիսյան; род. 16 ноября 1981, Ленинакан) — армянский боксёр, представитель лёгкой и второй полулёгкой весовых категорий. Выступал за сборную Армении по боксу в первой половине 2000-х годов, победитель национальных первенств, участник чемпионата мира в Маньяне. В 2006—2018 годах боксировал на профессиональном уровне.

## Биография
Артём Ованнисян родился 16 ноября 1981 года в Ленинакане, Армянская ССР.

### Любительская карьера
Начал заниматься боксом в возрасте 13 лет, проходил подготовку под руководством тренера Варужана Давтяна. Имел достаточно успешную карьеру как любитель, четырежды выигрывал армянское национальное первенство в лёгкой весовой категории.
В декабре 2000 года в составе армянской сборной выиграл бронзовую медаль на Кубке Владимира Мономаха во Владимире.
В 2005 году представлял Армению на чемпионате мира в Маньяне, где уже в стартовом поединке категории до 64 кг со счётом 15:36 уступил немцу Мартину Дрессену.

### Профессиональная карьера
Покинув расположение армянской сборной, в 2006 году Ованнисян успешно дебютировал на профессиональном уровне. Первые два поединка провёл во Франции, затем постоянно проживал и боксировал в США. Тренировался в Глендейле в зале Glendale Fighting Club у Эдмонда Тарвердяна.
Долгое время шёл без поражений. В 2010 году встретился с бывшим чемпионом мира из Мексики Кристобалем Крусом (39-12-2) — в четвёртом раунде из-за непреднамеренного столкновения головами у Круса открылось сильное рассечение над правым глазом, в результате чего была зафиксирована техническая ничья.
В 2012 году вышел на ринг против бывшего чемпиона мира из Венесуэлы Мигеля Акосты (29-5-2) — каждый из боксёров побывал в этом бою в нокдауне, в итоге судьи раздельным решением отдали победу Ованнисяну.
Имея в послужном списке 15 побед без единого поражения, в 2013 году Арт Ованнисян удостоился права оспорить вакантный титул чемпиона Северо-Американской боксёрской организации (NABO) во второй полулёгкой весовой категории, при этом другим претендентом стал американец Алехандро Перес (16-3-1). Противостояние между ними продлилось все отведённые 10 раундов, и Перес стал победителем единогласным решением судей, несмотря на отнятое в пятом раунде очко за удар ниже пояса.
В 2014 году Ованнисян оспорил титул серебряного интернационального чемпиона по версии Всемирного боксёрского совета (WBC) в лёгком весе, но не смог выиграть у перуанца Хонатана Майсело (20-1) — судьи раздельным решением признали победителем его оппонента.
В 2016 году уступил по очкам Диего Магдалено (28-2), а в 2017 году потерпел досрочное поражение от Джамеля Херринга (15-1).
Завершил спортивную карьеру в 2018 году. В общей сложности провёл среди профессионалов 25 боёв, из них 18 выиграл (в том числе 10 досрочно), 4 проиграл, трижды поединки заканчивались ничьей.